# Amrita Sher-Gil
Amrita Sher-Gil (ur. 30 stycznia 1913 w Budapeszcie, zm. 5 grudnia 1941 w Lahore) – indyjska malarka pochodzenia indyjsko-węgierskiego.

## Życiorys
Jej ojcem był sikhijski arystokrata Umrao Singh Sher‑Gil, a matką węgierska śpiewaczka operowa Marie Antoinette Gottesmann-Baktay. Do 1919 roku oraz od 1929 roku do 1934 roku przebywała w Europie. Studiowała malarstwo w Paryżu. Była jedną z czołowych postaci indyjskiej sztuki nowożytnej. Uprawiała malarstwo pejzażowe o pewnych cechach europejskich mieszając tradycyjne malarstwo indyjskie ze sztuką impresjonistów (głównie Paula Gauguina) ze scenami rodzajowymi z życia indyjskiej wsi (np. Toaleta panny młodej). Starała się łączyć treściowe i techniczne inspiracje Zachodu i Wschodu.

## Galeria

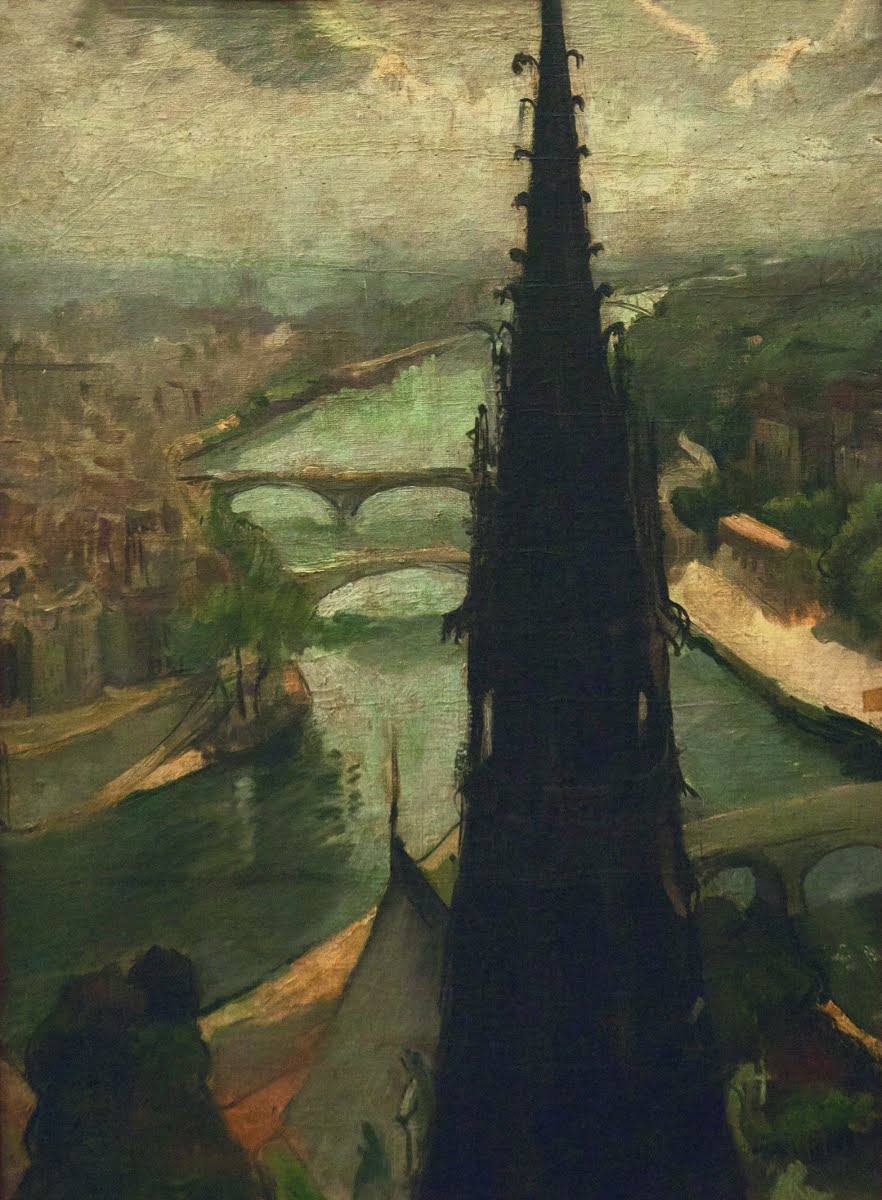
Notre Dame, 1932
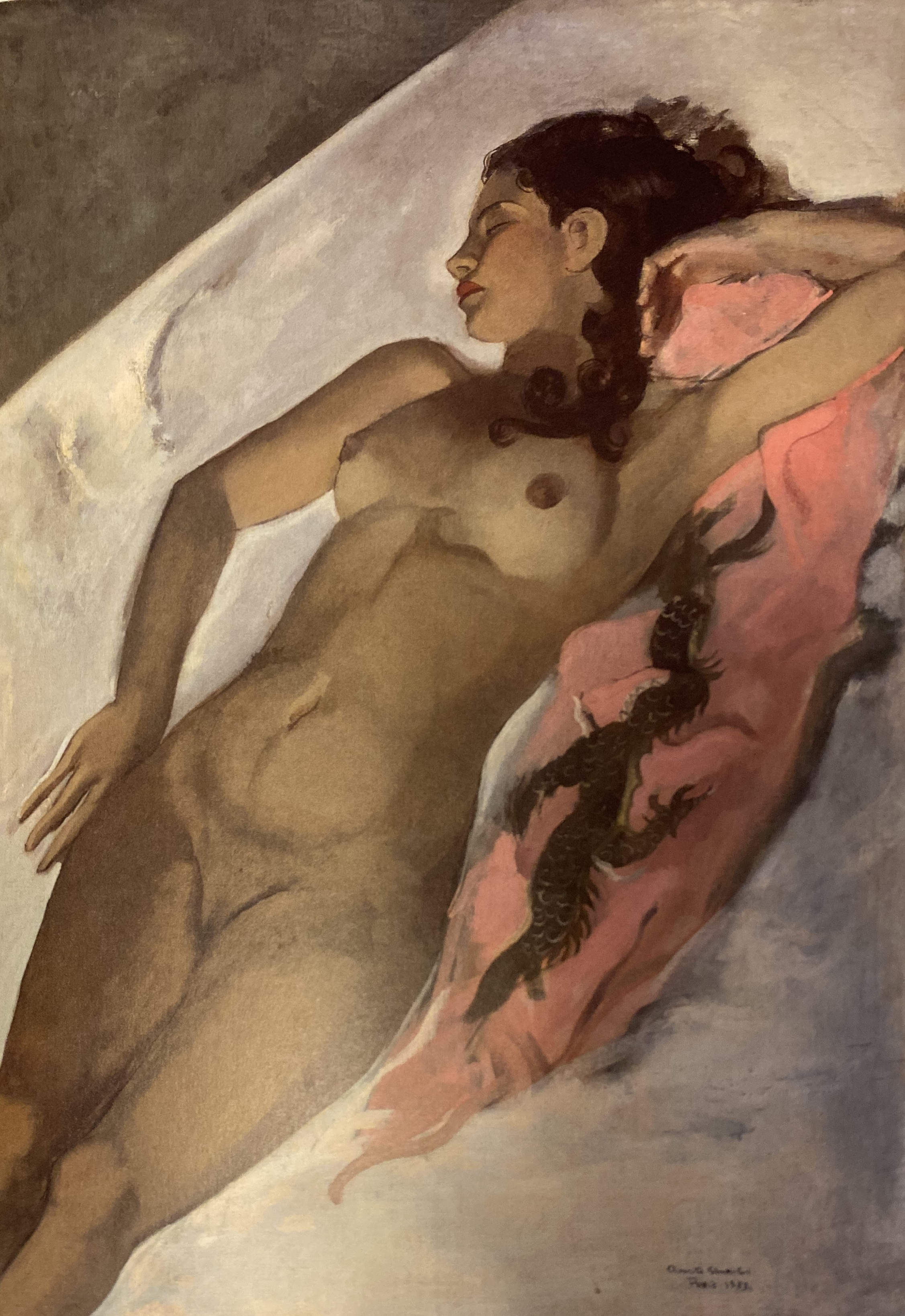
Akt (Sen), 1933
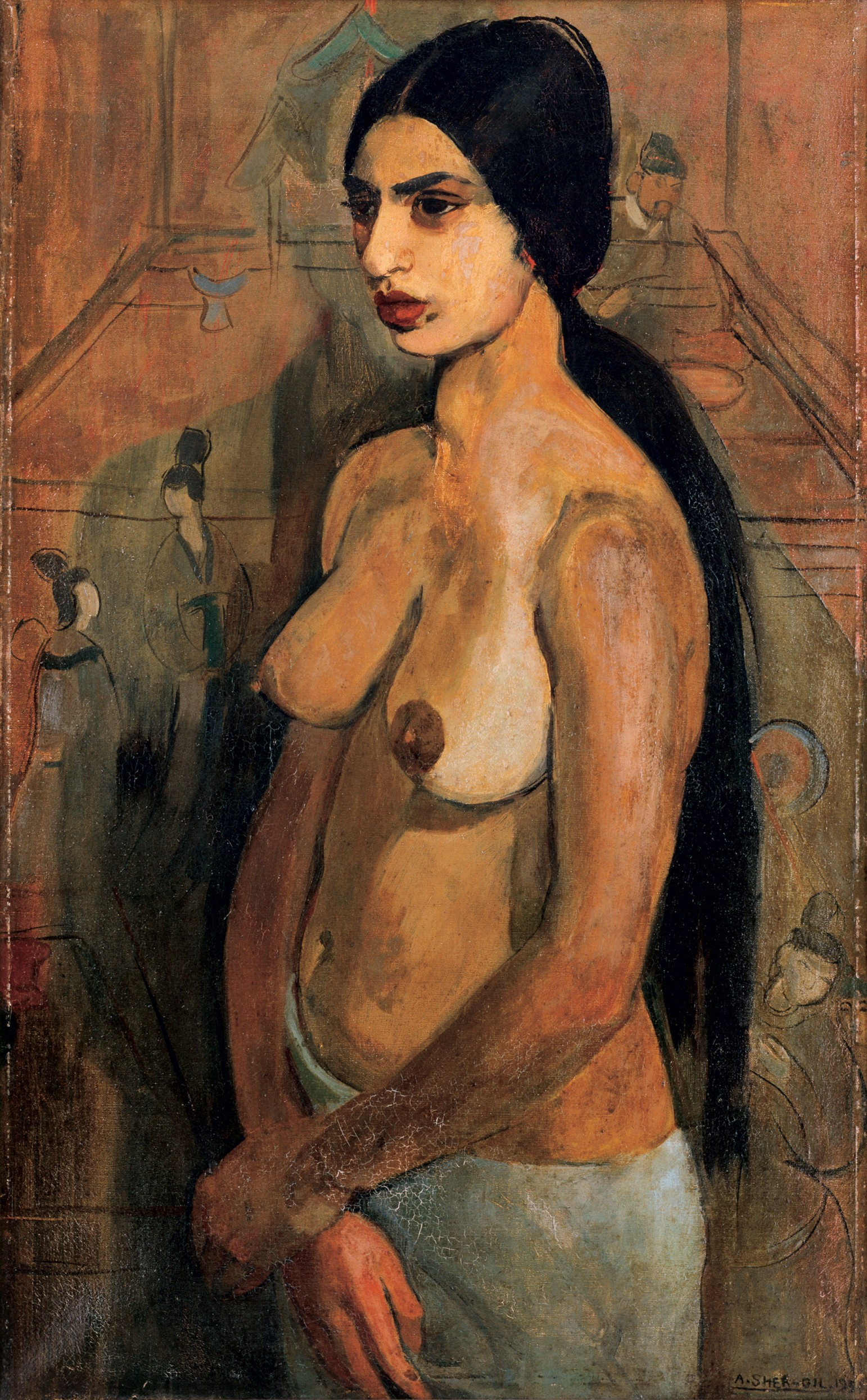
Autoportret jako Tahitanka, 1934
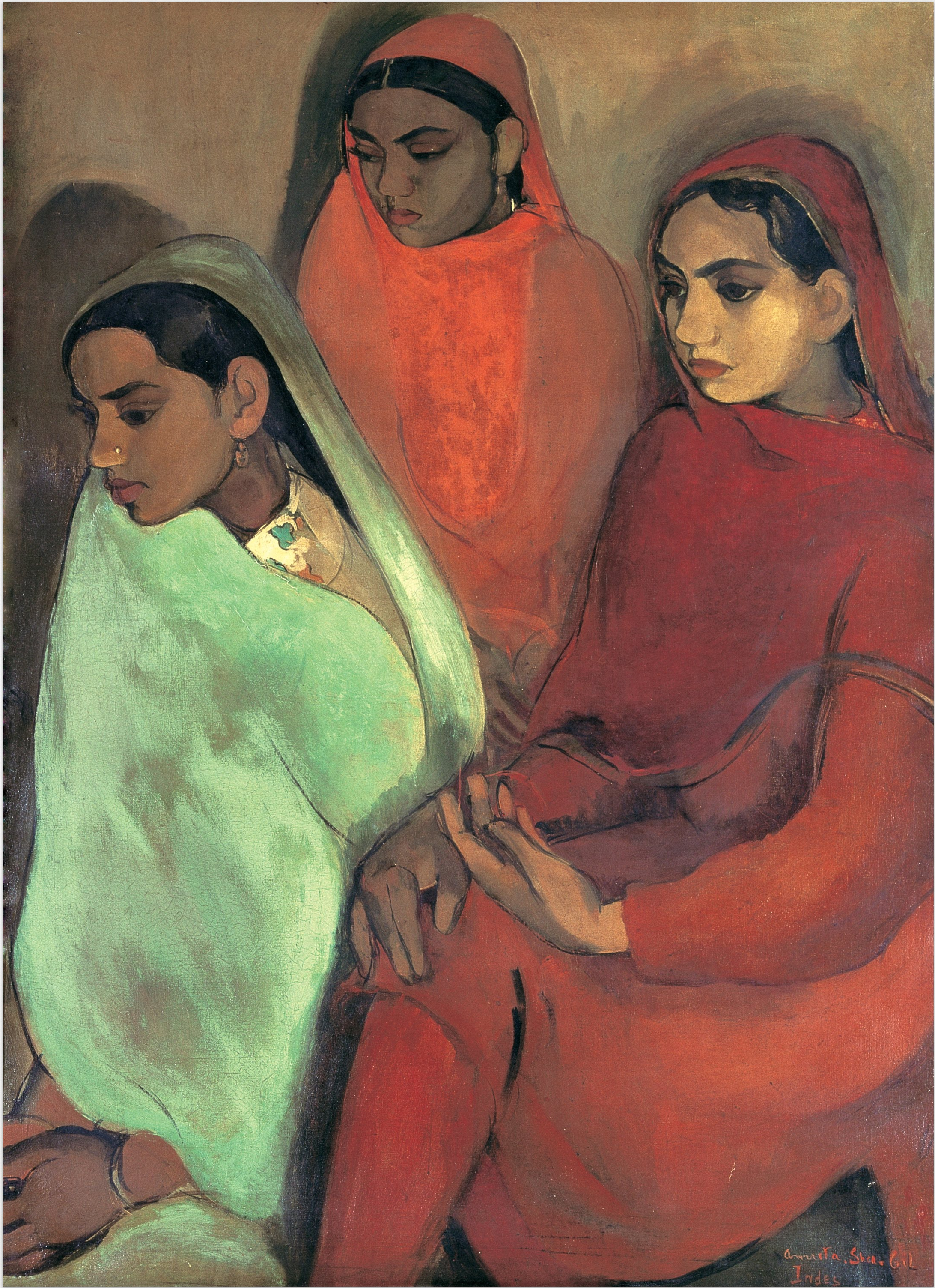
Grupa trzech dziewcząt, 1935
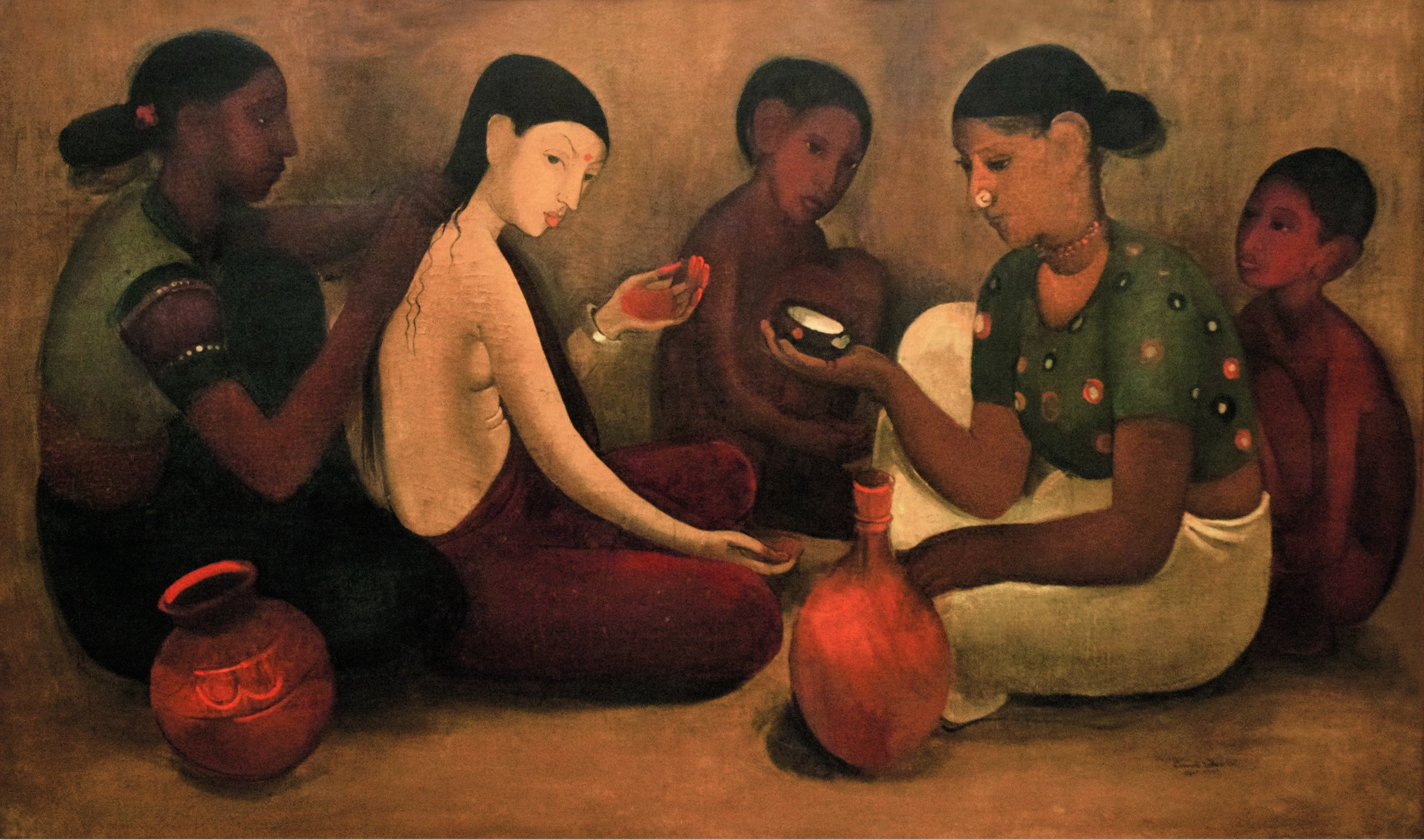
Toaleta panny młodej, 1937
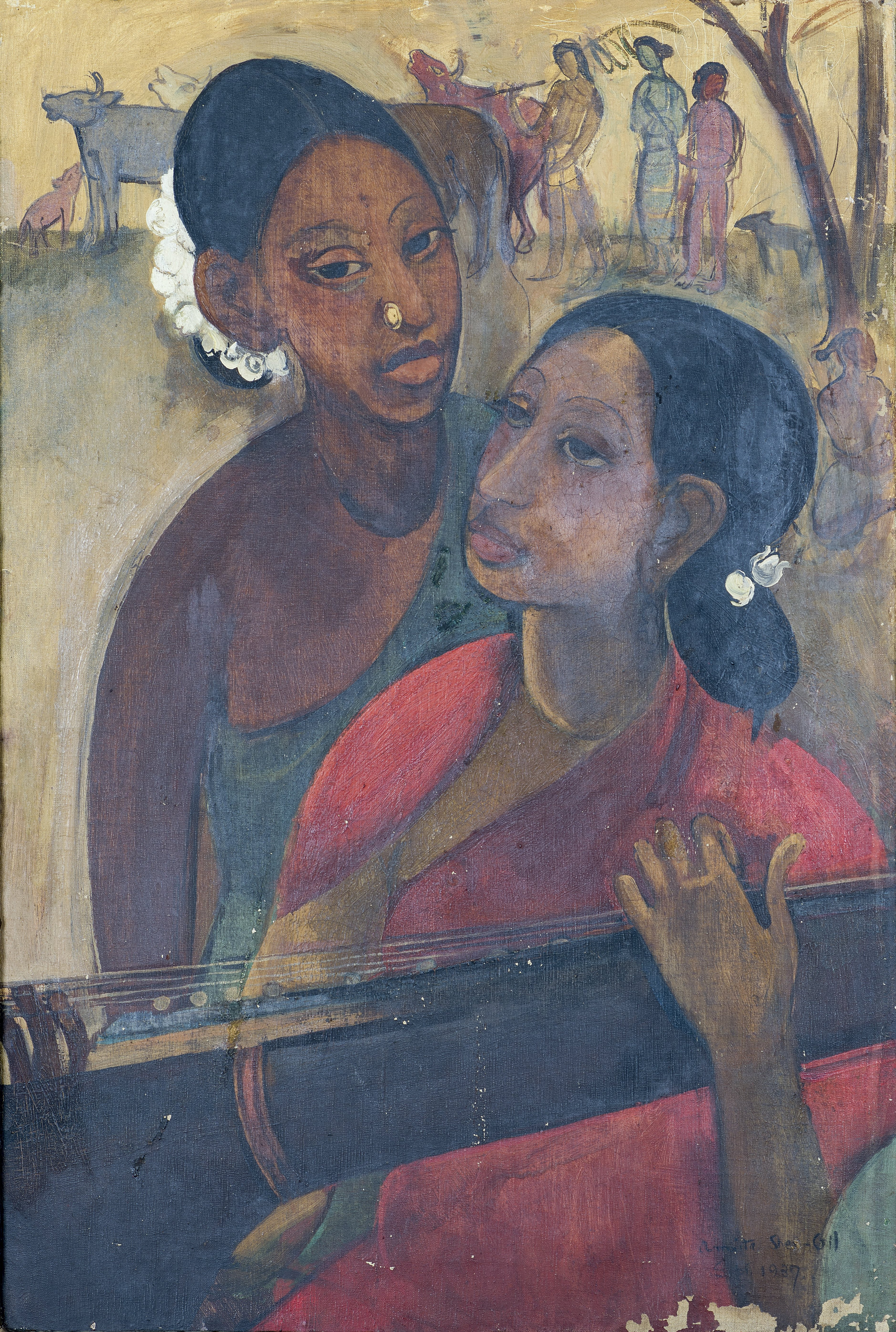
Grająca na winie, 1938